# Годехок
Годехок (Гудеок; итал. Godehoc, Gudeoc; вторая половина V века) — король лангобардов (470-е годы — после 489 года) из династии Летингов.

## Биография
Во время правления Годехока, сына и наследника короля Альдихока, двигавшиеся на юг вдоль реки Эльбы лангобарды около 489 года заняли Норик, опустошённый во время разгрома королевства ругов правителем Италии Одоакром. Заняв эти земли, лангобарды впервые вошли в соприкосновение с подчинёнными Византии территориями.
Годехоку наследовал его сын Клаффо.